# Saratoga Springs (Nova Iorque)
Saratoga Springs é uma cidade localizada no Estado americano de Nova Iorque, no Condado de Saratoga. A sua área de terra é de 28,06 milha quadradas (72,7 km2) e sua população é de 28 491 habitantes, (segundo o Censo dos Estados Unidos de 2020). A cidade foi fundada em 1776.